# Asketanthera ekmaniana
Asketanthera ekmaniana är en oleanderväxtart som beskrevs av R. E. Woodson. Asketanthera ekmaniana ingår i släktet Asketanthera och familjen oleanderväxter. Inga underarter finns listade i Catalogue of Life.